# 阿尔泰地蔷薇
阿尔泰地蔷薇（学名：Chamaerhodos altaica）为蔷薇科地蔷薇属的植物。分布于蒙古、俄罗斯以及中国大陆的内蒙古等地，多生长于山坡，目前尚未由人工引种栽培。